# ساعر 5
فرقيطة ساعر 5 هي فئة فرقيطات إسرائيلية أنتج منها 3 سفن تخدم في سلاح البحرية الإسرائيلي وهي كل من خانيت، لاهاف ،إيلات. وتعد فئة ساعر 5 الفئة الأحدث للطراز السابق ساعر 4.5، ويشمل تسليح السفن من فئة ساعر 5 أربع صواريخ سطح - سطح من نوع بوينغ هاربون و 64 صاروخ سطح - جو من نوع باراك قصير المدى للدفاع الجوي بالإضافة إلى مدفع عيار 75 ملم وأنابيب طوربيد للحرب ضد الغواصات.
بنيت السفن من قبل شركة «نورثوب غرومان لأنظمة السفن» لصالح البحرية الإسرائيلية ووفق التصاميم الإسرائيلية وتم إنتاج ثلاث قرواطات من هذا الطراز حتى الآن.
وتبلغ تكلفة الفرقيطة الواحدة حوالي 260 مليون دولارـ بحجم إزاحة يبلغ بالحمولة القصوى 1,227 طن، تبلغ سرعتها 22 عقدة بحرية لذوات محركات الديزل و 33 عقدة للواتي يعملن بالغاز، ويبلغ تعداد طاقمها 64 ضابطًا بحريًا.
عام 2006م وفي أثناء حرب تموز استهدف حزب الله الفرقيطة «خانيت» مستخدماً نسخة إيرانية من صاروخ C-802 الصيني.

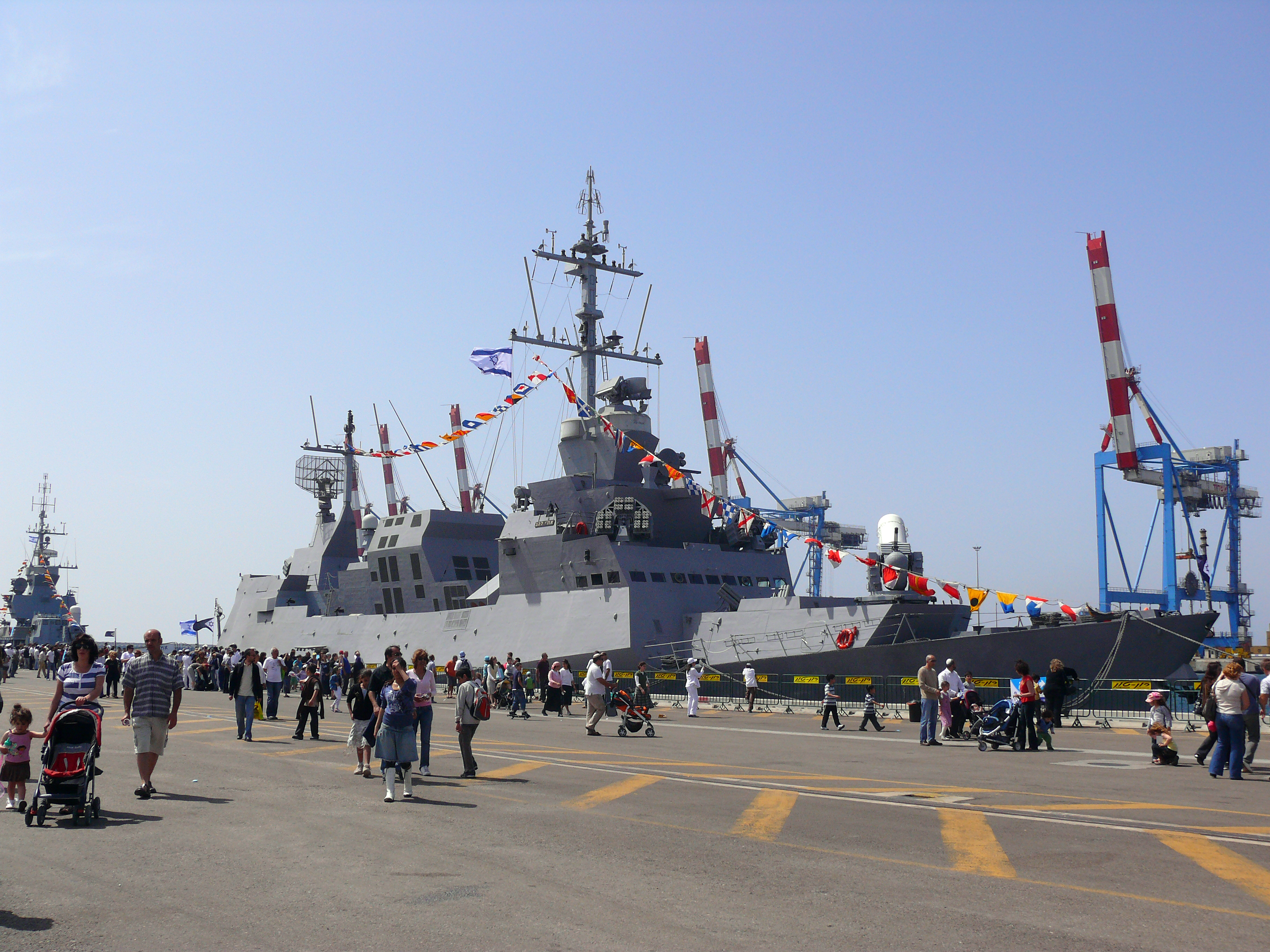
الفرقيطة ساعر-5